# Liste der Bodendenkmale in Hessisch Oldendorf
In der Liste der Bodendenkmale in Hessisch Oldendorf sind die Bodendenkmale der niedersächsischen Gemeinde Hessisch Oldendorf aufgeführt. Die Quelle ist der Denkmalatlas Niedersachsen. 

Hessisch Oldendorf im Landkreis Hameln-Pyrmont

Der Stand der Liste ist der 26. Januar 2025.

## Allgemein
In den Spalten finden sich folgende Informationen des Bodendenkmales:
| Lage         | geographische Koordinaten                                                           |
| Bezeichnung  | Bezeichnung lt. Denkmalatlas                                                        |
| Beschreibung | Beschreibung lt. Denkmalatlas                                                       |
| ID           | Objekt-ID                                                                           |
| Bild         | Bild, ggf. zusätzlich mit Link zu weiteren Fotos im Medienarchiv Wikimedia Commons. |

## Fischbeck
| Lage                       | Bezeichnung            | Beschreibung | ID       | Bild           |
| -------------------------- | ---------------------- | --- | -------- | -------------- |
| 52° 7′ 53″ N, 9° 18′ 49″ O | Fischbeck 6, Heineburg | Vermutlich kleine Adelsburg des 10. – 12. Jh., die bald wieder verlassen wurde. Es sind keine Schriftquellen bekannt, die sich auf die Heineburg beziehen lassen. Es ist anzunehmen, dass ein Bezug zum nahe gelegenen Kloster in Fischbeck besteht, dessen Gründung im Jahr 955 mit der Datierung der Burg in das 10./11. Jh. korrespondieren würde. Belege für diesen Kontext fehlen aber. | 28968921 | Weitere Bilder |

## Friedrichsburg
| Lage                       | Bezeichnung                  | Beschreibung | ID       | Bild |
| -------------------------- | ---------------------------- | --- | -------- | ---- |
| 52° 7′ 56″ N, 9° 11′ 27″ O | Friedrichsburg 11, Grabhügel | Durchmesser ca. 9 m und Höhe ca. 0,5 m. Rund. Abgeflachte Oberfläche. Auslaufender Fuß. Im W-Bereich alte rinnenartige Einkuhlung.                                                              | 28968927 | BW   |
| 52° 7′ 58″ N, 9° 11′ 31″ O | Friedrichsburg 12, Grabhügel | Durchmesser ca. 8 m und Höhe ca. 0,5 m. Flach gewölbt. Etwas plattiger Sandstein. Von Feldweg angeschnitten.                                                                                    | 28968928 | BW   |
| 52° 8′ 0″ N, 9° 11′ 41″ O  | Friedrichsburg 14, Grabhügel | Durchmesser ca. 16 m und Höhe ca. 1 m. Flach gewölbt, rund. Oberfläche im nördlichen Bereich durch alte Fahrzeugspur leicht eingesunken. Südöstlich durch Hohlweg gestört. Plattige Sandsteine. | 28968929 | BW   |

## Hemeringen
| Lage                       | Bezeichnung              | Beschreibung | ID       | Bild |
| -------------------------- | ------------------------ | --- | -------- | ---- |
| 52° 5′ 49″ N, 9° 13′ 24″ O | Hemeringen 1, Grabhügel  | Durchmesser ca. 14 m. Hochgewölbt, Hügelfuß abgesetzt.                                                                  | 28968930 | BW   |
| 52° 7′ 5″ N, 9° 13′ 23″ O  | Hemeringen 10, Grabhügel | Durchmesser ca. 12 m und Höhe ca. 0,5 m. Rund. Flach gewölbt. Auslaufender Hügelfuß. Packung aus plattigen Sandsteinen. | 28968926 | BW   |
| 52° 6′ 23″ N, 9° 13′ 9″ O  | Hemeringen 44, Grabhügel | Durchmesser ca. 7 m und Höhe ca. 0,4 m. Abgeflachtes Profil. Auslaufender Hügelfuß.                                     | 28969165 | BW   |
| 52° 6′ 48″ N, 9° 13′ 38″ O | Hemeringen 52, Grabhügel | Durchmesser ca. 10 m und Höhe ca. 0,5 m. Fast rund. Abgeflachtes Profil. Auslaufender Hügelfuß.                         | 28969170 | BW   |
| 52° 7′ 4″ N, 9° 13′ 52″ O  | Hemeringen 53, Grabhügel | Durchmesser ca. 16 m und Höhe ca. 0,7 m. Rund. Flach gewölbt. Abgeflachte Oberfläche. Auslaufender Rand.                | 28969171 | BW   |

### Hemeringen 11
- ID:28968931
- Steinhügelgruppe von 19 Hügeln, unregelmäßig angeordnet. Erhaltungszustand ist gut.

| Lage                       | Bezeichnung   | Beschreibung | ID       | Bild |
| -------------------------- | ------------- | --- | -------- | ---- |
| 52° 7′ 2″ N, 9° 13′ 25″ O  | Hemeringen 11 | Durchmesser ca. 7 m und Höhe ca. 0,45 m. Flach gewölbt, rund. Auslaufender Hügelfuß. Plattige Sandsteine.                    | 28968932 | BW   |
| 52° 7′ 1″ N, 9° 13′ 25″ O  | Hemeringen 12 | Durchmesser ca. 8 m und Höhe ca. 0,5 m. Flach gewölbt, rund. Auslaufender Hügelfuß. Konzentrierte plattige Sandsteinpackung. | 28968922 | BW   |
| 52° 7′ 2″ N, 9° 13′ 26″ O  | Hemeringen 13 | Durchmesser ca. 6 m und Höhe ca. 0,25 m. Rund. Fließend auslaufendes Profil. Einige plattige Sandsteine.                     | 28968933 | BW   |
| 52° 7′ 1″ N, 9° 13′ 27″ O  | Hemeringen 14 | Durchmesser ca. 5 m und Höhe ca. 0,25 m. Rund. Fließend auslaufender Hügelfuß. Plattige Sandsteine.                          | 28968935 | BW   |
| 52° 7′ 0″ N, 9° 13′ 27″ O  | Hemeringen 15 | Durchmesser ca. 6 m und Höhe ca. 0,25 m. Steinhügel. Ausfließendes Profil. Einige plattige Sandsteine.                       | 28968936 | BW   |
| 52° 7′ 0″ N, 9° 13′ 26″ O  | Hemeringen 16 | Durchmesser ca. 8 m und Höhe ca. 0,4 m. Rund. Abgeflachte Oberfläche. Ausfließender Hügelfuß. Einige plattige Sandsteine.    | 28968937 | BW   |
| 52° 6′ 59″ N, 9° 13′ 25″ O | Hemeringen 17 | Durchmesser ca. 5 m und Höhe ca. 0,3 m. Flach gewölbt, rund. Auslaufender Rand. Vereinzelt plattige Sandsteine.              | 28968939 | BW   |
| 52° 6′ 59″ N, 9° 13′ 24″ O | Hemeringen 18 | Durchmesser ca. 5 m und Höhe ca. 0,3 m. Rund. Ausfließender Hügelfuß.                                                        | 28968941 | BW   |
| 52° 6′ 58″ N, 9° 13′ 26″ O | Hemeringen 19 | Durchmesser ca. 5 m und Höhe ca. 0,3 m. Fast rund. Auslaufender Rand.                                                        | 28968942 | BW   |
| 52° 6′ 59″ N, 9° 13′ 28″ O | Hemeringen 20 | Durchmesser ca. 7 m und Höhe ca. 0,45 m. Flach gewölbt, fast rund. Rand abgesetzt.                                           | 28968945 | BW   |
| 52° 6′ 58″ N, 9° 13′ 28″ O | Hemeringen 21 | | 28969051 | BW   |
| 52° 6′ 58″ N, 9° 13′ 28″ O | Hemeringen 22 | Durchmesser ca. 5 m und Höhe ca. 0,25 m. Steinhügel. Ausfließendes Profil. Etwas plattiger Sandstein.                        | 28969052 | BW   |
| 52° 6′ 57″ N, 9° 13′ 29″ O | Hemeringen 23 | Durchmesser ca. 7 m und Höhe ca. 0,4 m. Flach gewölbt, rund. Auslaufender Hügelfuß. Plattige Sandsteine.                     | 28969053 | BW   |
| 52° 6′ 57″ N, 9° 13′ 30″ O | Hemeringen 24 | Durchmesser ca. 7 m und Höhe ca. 0,3 m. Steinhügel. Abgeflachtes Profil. Auslaufender Rand.                                  | 28969054 | BW   |
| 52° 6′ 55″ N, 9° 13′ 25″ O | Hemeringen 25 | Durchmesser ca. 6 m und Höhe ca. 0,3 m. Steinhügel. Ausfließendes Profil.                                                    | 28969055 | BW   |
| 52° 6′ 54″ N, 9° 13′ 26″ O | Hemeringen 26 | Durchmesser ca. 6 m und Höhe ca. 0,25 m. Oval. Auslaufender Hügelfuß.                                                        | 28969056 | BW   |
| 52° 6′ 54″ N, 9° 13′ 24″ O | Hemeringen 27 | Durchmesser ca. 8 m und Höhe ca. 0,4 m. Rund. Flach gewölbt. Rand auslaufend. Dichte Packung aus plattigen Sandsteinen.      | 28969057 | BW   |
| 52° 6′ 55″ N, 9° 13′ 23″ O | Hemeringen 28 | Durchmesser ca. 12 m und Höhe ca. 0,5 m. Flach gewölbt. Rand abgesetzt. Plattige Sandsteine.                                 | 28969058 | BW   |
| 52° 6′ 53″ N, 9° 13′ 20″ O | Hemeringen 29 | Durchmesser ca. 6 m und Höhe ca. 0,3 m. Oval. Rand auslaufend.                                                               | 28969059 | BW   |

### Hemeringen 30
- ID:28969060
- Steinhügelgruppe von Sechs Hügeln.

| Lage                       | Bezeichnung   | Beschreibung | ID       | Bild |
| -------------------------- | ------------- | --- | -------- | ---- |
| 52° 6′ 56″ N, 9° 13′ 18″ O | Hemeringen 30 | Durchmesser ca. 6 m und Höhe ca. 0,3 m. Fließend auslaufendes Profil. Plattige Sandsteine.                        | 28969061 | BW   |
| 52° 6′ 55″ N, 9° 13′ 18″ O | Hemeringen 31 | Durchmesser ca. 5 m und Höhe ca. 0,3 m. Fließend auslaufendes Profil. Plattige Sandsteine.                        | 28969062 | BW   |
| 52° 6′ 56″ N, 9° 13′ 17″ O | Hemeringen 32 | Durchmesser ca. 6 m und Höhe ca. 0,3 m. Fließend auslaufendes Profil. Plattige Sandsteine.                        | 28969063 | BW   |
| 52° 6′ 56″ N, 9° 13′ 16″ O | Hemeringen 33 | Durchmesser ca. 5 m und Höhe ca. 0,3 m. Abgeflachtes Profil. Fließend auslaufender Hügelfuß. Plattige Sandsteine. | 28969064 | BW   |
| 52° 6′ 56″ N, 9° 13′ 16″ O | Hemeringen 34 | Durchmesser ca. 6 m und Höhe ca. 0,3 m. Über die Mitte Fahrzeugspuren. Fließend auslaufender Rand.                | 28969065 | BW   |
| 52° 6′ 56″ N, 9° 13′ 15″ O | Hemeringen 35 | Durchmesser ca. 7 m und Höhe ca. 0,35 m. Fließend auslaufender Rand. Plattige Sandsteine.                         | 28969066 | BW   |

### Hemeringen 39
- ID:28969067
- Steinhügelgruppe von drei Hügeln.

| Lage                       | Bezeichnung   | Beschreibung | ID       | Bild |
| -------------------------- | ------------- | --- | -------- | ---- |
| 52° 6′ 40″ N, 9° 13′ 10″ O | Hemeringen 39 | Durchmesser ca. 6 m und Höhe ca. 0,3 m. Auslaufender Hügelfuß. Über dem Hügel verläuft ein Waldweg. Mit Sandsteinschotter erhöht. | 28969068 | BW   |
| 52° 6′ 42″ N, 9° 13′ 15″ O | Hemeringen 40 | Durchmesser ca. 6 m und Höhe ca. 0,3 m. Fließend auslaufender Hügelfuß.                                                           | 28969163 | BW   |
| 52° 6′ 41″ N, 9° 13′ 15″ O | Hemeringen 41 | Durchmesser ca. 5 m und Höhe ca. 0,3 m. Fließend auslaufender Hügelfuß. Plattige Sandsteine.                                      | 28969164 | BW   |

### Hemeringen 45
- ID:28969166
- Steinhügelgruppe von drei Hügeln.

| Lage                       | Bezeichnung   | Beschreibung                                                                                 | ID       | Bild |
| -------------------------- | ------------- | -------------------------------------------------------------------------------------------- | -------- | ---- |
| 52° 6′ 47″ N, 9° 13′ 14″ O | Hemeringen 45 | Durchmesser ca. 6 m und Höhe ca. 0,3 m. Plattige Sandsteine. Fließend auslaufender Hügelfuß. | 28969167 | BW   |
| 52° 6′ 47″ N, 9° 13′ 14″ O | Hemeringen 46 | Durchmesser ca. 6 m und Höhe ca. 0,3 m. Plattige Sandsteine. Fließend auslaufender Hügelfuß. | 28969168 | BW   |
| 52° 6′ 46″ N, 9° 13′ 14″ O | Hemeringen 47 | Durchmesser ca. 5 m und Höhe ca. 0,3 m. Plattige Sandsteine. Fließend auslaufender Hügelfuß. | 28969169 | BW   |

## Hessisch Oldendorf
| Lage                       | Bezeichnung                      | Beschreibung | ID       | Bild |
| -------------------------- | -------------------------------- | --- | -------- | ---- |
| 52° 10′ 4″ N, 9° 15′ 49″ O | Hessisch Oldendorf 1, Kreuzstein | Sandstein. H. 1,50 m; Br. 0,67 m; T. 0,21 m. Der ursprünglich rechteckige Kreuzstein ist heute infolge von Verwitterung und Beschädigung oben abgerundet. Die Vorderseite zeigt in einem Rahmenfeld ein erhaben herausgearbeitetes vertikal orientiertes Kreuz, das auf einem halbkreisförmigen Bogen steht. Der untere Teil des Kreuzstammes wird rechts und links von je einem Gerät flankiert, das sowohl ein Messer als auch ein Pflugsech sein kann. Die Rückseite zeigt ein Kreuz in ähnlicher Ausführung, doch fehlen Rahmenfeld und Geräte. Das Denkmal steht mit seiner Schmalseite zur Straße hin und ist 1978 durch ein Fundament gegen Umfallen gesichert worden. Den Sagen nach ist eine Gräfin an dieser Stelle ermordet (erschossen) worden und ein schwedischer Oberst nach der Schlacht bei Hessisch Oldendorf am 28.6.1633 hier begraben worden. | 28969172 |      |

## Langenfeld
| Lage                        | Bezeichnung                | Beschreibung | ID       | Bild           |
| --------------------------- | -------------------------- | --- | -------- | -------------- |
| 52° 12′ 54″ N, 9° 18′ 52″ O | Langenfeld 1, Grabhügel    | | 28951000 | BW             |
| 52° 12′ 3″ N, 9° 16′ 12″ O  | Langenfeld 4, Amelungsburg | Es sind keine Schriftquellen bekannt, die auf die Amelungsburg bezogen werden können. Es ist plausibel, dass sie im Rahmen der Schlacht von Süntel 782 für die sächsische Verteidigung eine Rolle spielte, doch ist dies durch die Schriftquellen nicht belegbar. Die ursprüngliche Befestigung wurde nach dem 14C-Datum von Knochen in der Wallschüttung um 400 v. Chr. aufgeschüttet. Ihre primäre Nutzung dauerte mindestens bis in die Mitte des 3. Jh. v. Chr. In sächsischer Zeit ist nach den Lesefunden in der Innenfläche die Wallburg reaktiviert worden. Beim gegenwärtigen Forschungsstand sind keine damaligen Erneuerungsmaßnahmen an der Hauptburg bekannt. Ein nach den neueren Grabungen nur einphasiger Vorwall ist nach dem Fund eines Gefäßes in der 2. Hälfte des 8. Jh. bzw. um 800 aufgeschüttet worden. | 28951003 | Weitere Bilder |
| 52° 12′ 3″ N, 9° 15′ 10″ O  | Langenfeld 5, Burg Rohden  | Kleiner Burghügel aus dem Gelände herausgeschnitten. Auf ovalem Hügelplateau von 22 bis 26 m Dm. Reste einer Ringmauer und verschiedener Gebäude. Mauerwerk tw. in Fischgrätenmuster verlegt. Reste eines Herdes im östl. Gebäude aufgedeckt. Um den Kernhügel ein Ringgraben, der gegen die Vorburg in NO stark gestört ist. Die etwa viereckige, 20 × 40 m große Vorburg zeigt Schütthügel, wohl von alten Wirtschaftsgebäuden. Von der Vorburgbefestigung sind Reste des Grabens erhalten. Ehemalige Stammburg der Grafen von Roden. Nutzungszeit aufgrund der Funde 11./12. Jh. bis 14. Jh. | 28956810 | Weitere Bilder |
| 52° 12′ 24″ N, 9° 14′ 50″ O | Langenfeld 6, Hünenburg    | Dreieckiger gegen das Rohdental nach S vorspringender Bergsporn. Im O wird der Sporn durch einen Steilhang mit Felsen geschützt, an der Südspitze und der Südwestflanke steile Felsklippen. Ca. 70 m nördl. der Spornspitze beginnt am O-Hang eine verschliffene Geländekante, die 48 m westsüdwestl. nach S viertelkreisförmig einbiegt und nach etwa 15 m endet. An manchen Stellen ist vor der wallartigen Kante eine terrassenförmige Struktur erkennbar. Nordwestl. davon Reste eines Steinbruches bzw. Erdentnahme, deren südl. Kante deutlich zu erkennen ist. Der Innenraum der mutmaßlichen Abschnittsbefestigung beträgt ca. 300 m². Es sind keine Schriftquellen bekannt, die sich auf diese Abschnittsbefestigung beziehen ließen. Die Datierung ist auch aufgrund fehlender aussagekräftiger archäologischer Funde schwierig. Die Bezeichnung als Hünenburg und die Gestalt als Abschnittsbefestigung ähnlich der nahe gelegenen Obensburg sprechen jedoch für eine mittelalterliche Zeitstellung. | 28950867 | BW             |